# مركز مؤسسة ستافروس نياركوس الثقافي
مركز مؤسسة ستافروس نياركوس الثقافي (باليونانية: Κέντρο Πολιτισμού Ίδρυμα Σταύρος Νιάρχος) عبارة عن مجمع يقع في خليج فاليرو في أثينا والذي يتضمن مرافق جديدة لمكتبة اليونان الوطنية (NLG) والأوبرا الوطنية اليونانية (GNO)، بالإضافة إلى حديقة ستافروس نياركوس بمساحة 210.000 متر مربع، تم تصميم المركز من قبل المهندس المعماري رينزو بيانو وتم تمويل بنائه من قبل مؤسسة ستافروس نياركوس، تم الانتهاء من المشروع الذي تبلغ تكلفته 566 مليون يورو في عام 2016، وتم التبرع به للدولة اليونانية في عام 2017.

## المشروع
بدأت خطط التبرع على نطاق واسع من قبل مؤسسة ستافروس نياركوس في عام 1998، في البداية خططت المؤسسة لتقديم تبرعات منفصلة للمكتبة الوطنية والأوبرا الوطنية، وفي عام 2006 تقرر بناء مجمع واحد لكلتا المنظمتين وبعد مناقشات مع الدولة اليونانية تم اختيار منطقة مضمار سباق الخيل السابق (Hippodrome)، في عام 2008 اختارت المؤسسة المهندس المعماري الإيطالي رينزو بيانو لتصميم المجمع وفي عام 2012 بدأت أعمال البناء.

## المبنى
تصور رينزو بيانو أن SNFCC يرتفع من الأرض مثل قطعة مزاحة من قشرة الأرض، نتيجة لذلك تم بناء تل اصطناعي وخرج سقف كل من المكتبة ودار الأوبرا منه مع الحفاظ على المنحدر، أي ان المكتبة منخفضة وتختتم «التل» بدار الأوبرا، تم تغطية سطح المكتبة بالمواد الأرضية زرعت بالنباتات اليونانية الأصلية، في الجزء العلوي من دار الأوبرا هناك مظلة مدعمة على أعمدة فولاذية رفيعة. وفقًا لبيانو، «تمثل المظلة سحابة تحوم فوق أعلى نقطة في التل» ، سطح المبنى مغطى بحقل ضوئي 100 × 100 متر يولد حوالي 3 جيجاوات ساعة في السنة، السقف معلق بمخمدات لزيادة مرونته أثناء الأعاصير. يتضمن تصميم الأوبرا الوطنية قاعة أوبرا تتسع لـ 1400 مقعدًا ومسرحًا للصندوق الأسود يتسع لـ400 مقعد، تم ترشيح SNFCC للجائزة الدولية للهندسة المعمارية، جائزة RIBA الدولية لعام 2018، التي يمنحها المعهد الملكي للمهندسين المعماريين البريطانيين، إنه المرشح اليوناني الوحيد من بين 62 مبنى في 30 دولة.